# Escitalopram
L'escitalopram (commercializzato come Lexapro, Cipralex o Entact) è un farmaco antidepressivo appartenente alla classe degli inibitori selettivi della ricaptazione della serotonina (SSRI) usato principalmente per il trattamento della depressione maggiore e dei disturbi d'ansia (come ad esempio disturbo d'ansia generalizzato, attacchi di panico, fobia sociale e disturbo ossessivo compulsivo). Al pari degli altri SSRI, negli anni questa molecola è stata approvata o comunque utilizzata off-label per il trattamento di altri disturbi non prettamente psichiatrici come fibromialgia, prevenzione dell'emicrania, neuropatia diabetica, disturbi del sonno, eiaculazione precoce solo per citarne alcune.
L'escitalopram (in analogia al citalopram) è conosciuto per la sua alta selettività dell'inibizione della ricaptazione della serotonina e come risultato il farmaco ha meno effetti collaterali non legati alla sua attività serotoninergica. L'escitalopram è l'enantiomero "S" del precedente farmaco di Lundbeck citalopram (Celexa, che è invece una miscela degli enantiomeri S e R), da qui il nome escitalopram (che si legge es-citalopram).
Secondo uno studio del 2009 condotto su 12 antidepressivi di nuova generazione, l'escitalopram e la sertralina sarebbero i migliori farmaci in termini di efficacia e accettabilità nella fase acuta di trattamento in adulti con depressione maggiore (tuttavia tali risultati sono stati messi in discussione da successivi studi).

## Storia
L'escitalopram è stato sviluppato in stretta collaborazione fra le società farmaceutiche Lundbeck e Forest Laboratories. Il suo sviluppo incominciò nell'estate del 1997 e la richiesta di nuova applicazione del farmaco fu presentata alla Food and Drug Administration (FDA) nel marzo del 2001. Il farmaco fu sviluppato in un breve periodo di tempo (circa 3 anni e mezzo), grazie alle precedenti esperienze di Lundbeck e Forest con citalopram, il quale ha una simile farmacologia. L'FDA rilasciò l'approvazione dell'escitalopram per il trattamento della depressione maggiore nell'agosto 2002, dopo aver mostrato efficacia statisticamente superiore al placebo nel trattamento di tale patologia in 3 trial clinici su 4 totali condotti; nel dicembre 2003 ha ricevuto dall'FDA l'approvazione per il trattamento del disturbo d'ansia generalizzato.
L'escitalopram può essere considerato un esempio di "evergreening", cioè la strategia che le compagnie farmaceutiche usano per estendere il periodo di vita di un farmaco, in questo caso del citalopram. Due anni dopo il lancio sul mercato dell'escitalopram, quando il brevetto sul citalopram scadde, le vendite dell'escitalopram coprirono ampiamente la perdita.
Nel 2006 fu concessa alla Forest Laboratories una estensione di 828 giorni (2 anni e 3 mesi) della licenza per l'escitalopram. Questo ha posticipato la data di scadenza del brevetto dal 7 dicembre 2009 al 14 marzo 2012.

## Utilizzi

### Trattamento della depressione
Nonostante la similarità tra l'escitalopram e il citalopram, alcuni studi clinici in doppio cieco sembrerebbero dimostrare effetti differenziati tra citalopram e escitalopram come ad esempio una modesta superiorità clinica, anche comparato a diversi altri SSRI come la paroxetina, specialmente in pazienti gravemente depressi. Tuttavia secondo un'altra review pubblicata nel 2011, avrebbe un’efficacia sovrapponibile a quella degli altri antidepressivi dì nuova generazione.
Un confronto "testa a testa" fra l'escitalopram e la duloxetina (Cymbalta) mostrò come l'escitalopram fosse sia più tollerabile sia più efficace. Comparato con la venlafaxina e la sertralina, l'escitalopram ha dimostrato di avere una simile efficacia nel trattamento della depressione maggiore. 
Al pari degli altri SSRI mostra efficacia nel trattamento dei disturbi d'ansia, come disturbo ossessivo-compulsivo, ansia generalizzata, attacchi di panico.
L'effetto terapeutico completo si manifesta generalmente in 2-4 settimane dall'inizio della terapia, di più (fino a 10-12 settimane) nei disturbi ossessivo-compulsivi.

## Effetti collaterali
Nella grande maggioranza dei casi gli effetti collaterali sono di lieve entità e rientrano nell'ambito della cefalea, dei disturbi gastrointestinali (nausea, disturbi dell'appetito, diarrea), insonnia, astenia, ansia, nervosismo e disfunzioni sessuali (come diminuzione della libido, disfunzione erettile, ritardo dell'eiaculazione e mancanza di orgasmo) e anedonia.
Sono in genere autolimitanti, cioè tendono a presentarsi nei primi giorni di assunzione per poi diminuire nel corso delle prime settimane di trattamento; gli effetti collaterali sulla sfera sessuale tendono invece a comparire nel corso delle prime settimane di trattamento e a persistere nel corso dell'assunzione (può accadere che alcuni effetti collaterali, come le disfunzioni sessuali, persistano per un tempo indefinito dopo la sospensione del trattamento, determinando la sindrome post-trattamento).
Come altri farmaci di questa classe, il citalopram è associato a un incremento dose dipendente dell'intervallo QT per cui non dovrebbe essere usato nei pazienti che già presentano questa patologia o in quelli che assumono contemporaneamente altri farmaci in grado di generare questo effetto collaterale. Una valutazione ECG e del livello di elettroliti può essere richiesta, specie nei pazienti anziani.
L'escitalopram non sembra causare incrementi significativi di peso (0,6 kg in media nel corso di 52 settimane) tant'è che può essere raccomandato nel trattamento dei pazienti obesi con disturbo binge-eating.
Nel 2004 la FDA allerta per il rischio di un aumento di ideazioni suicide per un peggioramento del comportamento, soprattutto negli adolescenti in terapia con gli SSRI. Un'analisi condotta dalla FDA mostrò però una variazione statisticamente insignificante di aumento della percentuale di suicidio negli adulti trattati con l'escitalopram.
In caso di interruzione dell'assunzione, per cessazione del trattamento o passaggio ad altro SSRI, può verificarsi la sindrome da sospensione caratterizzata da diversi sintomi quali vertigini, astenia, sensazione di scossa alla testa (brain-zaps), sintomi tipo influenzali ma anche sintomi che ricalcano la malattia trattata, quali ansia, agitazione, insonnia. Tali sintomi sono di norma lievi e autolimitanti e possono essere ridotti con una sospensione graduale del farmaco.

## Avvertenze
Diabete: in caso di pazienti diabetici, la somministrazione di SSRI può alterare il controllo glicemico. L'aumento del tono serotoninergico indotto dall'antidepressivo, infatti, sembrerebbe aumentare la secrezione e la sensibilità all'insulina. Il dosaggio dei farmaci antidiabetici, ipoglicemizzanti orali e insulina, potrebbe richiedere quindi un aggiustamento.
Iponatremia: gli SSRI possono indurre iponatremia (concentrazione plasmatica di sodio < 135 mEq/L) con un aumento del rischio di 3,5 volte . Nella maggior parte dei pazienti questo effetto avverso si manifesta durante il primo mese di terapia; il rischio è maggiore nelle donne anziane e nei pazienti in terapia con diuretici. L'iponatremia si manifesta con confusione, convulsioni, senso di fatica, delirio, sincope, sonnolenza, agitazione, vertigini, allucinazioni; più raramente con aggressività, disturbi della personalità e depersonalizzazione. La comparsa quindi di sintomi neuropsichiatrici durante il primo mese di trattamento deve suggerire la misurazione degli elettroliti sierici. Il trattamento dell'iponatremia ipotonica da SSRI in assenza di squilibri del volume circolatorio include la restrizione idrica e una lieve forzatura della diuresi con diuretici dell'ansa. Condizioni gravi richiedono elevate dosi di diuretici dell'ansa e soluzione salina ipertonica.
Osteoporosi: alcuni studi avrebbero correlato la terapia con SSRI a un aumento del rischio di osteoporosi. In realtà la stessa depressione potrebbe favorire l'osteoporosi attraverso modificazioni dell'attività dell'asse ipofiso-surrenalico e un aumento della produzione di corticosteroidi e di citochine. In assenza di dati definitivi monitorare periodicamente i valori di densità ossea nei pazienti in terapia con SSRI in associazione a farmaci che possono interferire negativamente con l'omeostasi ossea quali i corticosteroidi, gli anticonvulsivanti, gli antipsicotici che aumentano la prolattinemia e gli anticoagulanti.
Gravidanza: valutare attentamente il rapporto rischio/beneficio prima di somministrare escitalopram in donne in gravidanza. La depressione può arrivare a colpire fino al 20% delle donne in stato di gravidanza ed è stata associata a ritardo di crescita uterina e a basso peso alla nascita. La depressione materna non trattata può inoltre alterare il rapporto madre-neonato (scarsa capacità genitoriale). Gli studi clinici relativi all'impiego degli SSRI (come classe terapeutica) hanno evidenziato un basso rischio di anomalie congenite; l'analisi dei singoli farmaci ha evidenziato un correlazione con difetti cardiaci settali e omfalocele per sertralina e paroxetina. L'esposizione agli SSRI durante il terzo trimestre di gravidanza può provocare nel neonato la comparsa della sindrome da astinenza da SSRI e ipertensione polmonare persistente. I sintomi più frequenti relativi alla sindrome da astinenza includono: agitazione, irritabilità, ipo/ipertonia, iperriflessia, sonnolenza, problemi nella suzione, pianto persistente. Più raramente si sono manifestati ipoglicemia, difficoltà respiratoria, anomalie della termoregolazione, convulsioni. L'ipertensione polmonare persistente è una grave patologia che richiede terapia intensiva e che può indurre anomalie dello sviluppo neurologico e morte. L'incidenza è pari a 1/100 neonati esposti a SSRI nella seconda metà della gravidanza rispetto a una incidenza di 1/1000 nati vivi nella popolazione generale. Probabilmente questa patologia è correlata a effetti della serotonina sullo sviluppo cardiovascolare. Il passaggio transplacentare degli SSRI può provocare emorragie nel neonato.  Non sono noti gli effetti dovuti all'esposizione in gravidanza agli SSRI sullo sviluppo neurocomportamentale dei bambini, tuttavia ci sono evidenze di aumentato rischio di autismo e aumentata probabilità di depressione in età adolescenziale.  Nelle donne in gravidanza in terapia con SSRI si raccomanda un monitoraggio ecografico fetale alla 20ª settimana per evidenziare eventuali malformazioni fetali e il monitoraggio di segni e/o sintomi riconducibili a tossicità neonatale (distress respiratorio, ittero, convulsioni, PPHN).

## Farmacologia
| Receptor | Ki (nM) |
| -------- | ------- |
| SERT     | 2.5     |
| NET      | 6,514   |
| 5-HT2C   | 2,531   |
| α1       | 3,870   |
| M1       | 1,242   |
| H1       | 1,973   |

L'escitalopram agisce bloccando l'attività del trasportatore della serotonina, il che porta in definitiva all'aumento della concentrazione di questa nel vallo sinaptico. Di tutti gli SSRI sul mercato, l'escitalopram è quello che ha la maggiore selettività per il trasportatore della serotonina (SERT) rispetto a quello della noradrenalina (NET), ciò contribuisce a definire un profilo di effetti collaterali migliore rispetto a quello di altri SSRI meno selettivi.
L'enantiomero R-Citalopram (presente in miscela con l'S nel citalopram) ha una affinità leggermente minore per il trasportatore della serotonina, per cui agisce da legante competitore con l'S, di cui ne contrasta il legame col trasportatore della serotonina. Sulla base di questa osservazione l'escitalopram è stato pubblicizzato come un antidepressivo più potente della miscela racemica dei due enantiomeri. Per spiegare questo fenomeno, i ricercatori della Lundbeck affermarono che l'escitalopram migliora i propri legami attraverso una addizionale interazione con un altro sito allosterico sul carrier. Ulteriori ricerche degli stessi ricercatori mostrarono come l'R-citalopram migliorasse anche i legami dell'escitalopram, e quindi l'interazione allosterica non può spiegare l'effetto di contrasto osservato. In studi più recenti, tuttavia, gli stessi autori ottennero risultati opposti e riportarono che l'R-citalopram diminuisca i legami dell'escitalopram al carrier.
Studi in vitro basati su microsomi di fegato umano indicano che il CYP3A4 e il CYP2C19 sono i primari isoenzimi coinvolti nella demetilazione dell'escitalopram.
L'escitalopram inoltre inibisce, similmente agli altri SSRI, l'enzima CYP2D6 e può quindi portare a un incremento delle concentrazioni plasmatiche di farmaci come risperidone, tramadolo, codeina e aripiprazolo.